# یواس‌اس کارول (دی‌ئی-۱۷۱)
یواس‌اس کارول (دی‌ئی-۱۷۱) (به انگلیسی: USS Carroll (DE-171)) یک کشتی بود که طول آن ۳۰۶ فوت (۹۳ متر) بود. این کشتی در سال ۱۹۴۳ ساخته شد.